# Eva Pfaff (Filmproduzentin)
Eva Maria Pfaff, geborene Eva Maria Emminger (* 1948), ist eine deutsche Filmproduzentin.

## Leben
Pfaff war die Ehefrau des 2013 verstorbenen Schauspielers Dieter Pfaff. Das Paar heiratete 1969. Sie ist die Mutter der Regisseurin und Drehbuchautorin Johanna Pfaff, die Mutter des Schauspielers Maximilian Pfaff und die Schwiegermutter des Regisseurs Max Zähle.
Sie ist Produzentin des Spielfilms Schrotten!. Das Drehbuch wurde von ihrer Tochter geschrieben. Der Film wurde am 21. Januar 2016 im Wettbewerb des Filmfestival Max Ophüls Preises uraufgeführt, kam am 5. Mai 2016 in die deutschen, am 27. desselben Monats in die österreichischen Kinos und wurde am 21. Oktober 2016 auf DVD veröffentlicht. 2017 wirkte sie an dem Film Geo-Disaster – Du kannst nicht entfliehen! mit.

## Filmografie
- 2016: Schrotten!
- 2017: Geo-Disaster – Du kannst nicht entfliehen! (Geo-Disaster)